# فرانه پریشین
فرانه پریشین (کرواتی: Frane Perišin؛ زادهٔ ۱۳ ژوئیهٔ ۱۹۶۰) بازیگر، و بازیگر تلویزیون اهل کرواسی است. وی از سال ۱۹۸۰ میلادی تاکنون مشغول فعالیت بوده‌است.